# Província de Zabul
La província de Zabul (paixtu زابل; persa: زابل) és una divisió administrativa de l'Afganistan creada el 1964 segregada de la província de Kandahar, amb capital a Kalat-i-Ghilzai. Des de 2001 la provínca està sota ocupació americana. La població s'estima en 275.100 habitants el 2009 sent la majoria paixtus. La supérfície és de 17.293 km² dels quals prop de dos terços són muntanyosos i un 40% terres planes. Hi ha un aeroport prop de Qalat o Kalat-i-Ghilzai.

## Districtes
| Districte             | Capital | Habitants | Superfície | Notes                                                           |
| --------------------- | ------- | --------- | ---------- | --------------------------------------------------------------- |
| Argandab o Argahandab |         |           |            | Subdividit el 2005                                              |
| Atghar                |         | 13.973    |            |                                                                 |
| Daychopan             |         |           |            |                                                                 |
| Kakar                 |         |           |            | Creat el 2005 segregat del districte d'Argandab                 |
| Mizan                 |         | 21.162    |            |                                                                 |
| Naw Bahar             |         | 21.144    |            | Creat el 2005 amb parts dels districtes de Shamulzayi i Shinkay |
| Kalat-i-Ghilzai       |         | 36.560    |            |                                                                 |
| Shah Joy              |         | 71.348    |            |                                                                 |
| Shamulzayi & Nasar    |         | 33.351    |            |                                                                 |
| Shinkay               |         | 28.344    |            |                                                                 |
| Tarnak Wa Jaldak      |         | 19.017    |            |                                                                 |